# Pseudobuddelundiella
Pseudobuddelundiella är ett släkte av kräftdjur. Pseudobuddelundiella ingår i familjen Buddelundiellidae.
Kladogram enligt Catalogue of Life:
| Pseudobuddelundiella | \| \| Pseudobuddelundiella hostensis \| \| \| \| \| \| Pseudobuddelundiella ljovuschkini \| \| \| \| |
|                      | \| \| Pseudobuddelundiella hostensis \| \| \| \| \| \| Pseudobuddelundiella ljovuschkini \| \| \| \| |
|                      | Borutzkyella                                                                                         |
|                      | |
|                      | Buchnerillo                                                                                          |
|                      | |
|                      | Buddelundiella                                                                                       |
|                      | |
|                      | Pseudobuddelundiella hostensis                                                                       |
|                      | |
|                      | Pseudobuddelundiella ljovuschkini                                                                    |
|                      | |

|  | Pseudobuddelundiella hostensis    |
|  |                                   |
|  | Pseudobuddelundiella ljovuschkini |
|  |                                   |